# Saúl Lisazo
Saúl Lisazo, właśc. Saúl Gustavo Lisazo Ozcoidi (ur. 1 czerwca 1956 w Los Toldos) – argentyński aktor, piłkarz i model, występował w takich telenowelach jak: Oblicza prawdy (1995), Złota klatka (1997), Porywy serca (1999) i Prawo do szczęścia (2001).

## Życiorys
Syn Saúla Jose Lisazo (zm. 1974) i Aracely Ozcoidi. Ma dwie siostry – Marię i Vaninę oraz trzech braci – Aracelliego, Alejandro i Mauricio. Przez dziesięć lat był zawodowym piłkarzem, występował jako Gustavo Lisazo min. dla belgijskich klubów piłkarskich SK Beveren (1976–1979) i KV Mechelen (1979–1981). Następnie pracował jako model w Hiszpanii.
W 1983 roku poślubił ex-modelkę Monicę Viedmę, z którą ma córkę Paulę (ur. 1999) i syna Martina (ur. 2003). Został właścicielem restauracji meksykańskiej "Piantao".

## Filmografia

### telenowele
- 2014: Twoja na zawsze (Siempre Tuya Acapulco)
- 2012: El Rostro de la Venganza jako Ezequiel Alvarado
- 2010: Pustynna miłość (El Clon) jako Leonardo Ferrer
- 2007: Dopóki starczy życia (Mientras haya vida) jako Héctor Cervantes
- 2006: Kraina namiętności (Tierra de Pasiones) jako Francisco Contreras
- 2005: Corazón indomable
- 2004–2005: Wieczny płomień miłości (Gitanas) jako Padre Juan Domínguez
- 2001: Prawo do szczęścia (El Derecho de nacer) jako Aldo Drigani
- 1999: Posłaniec szczęścia (El Niño que vino del mar) jako Don Alfonso Cáceres de Ribera
- 1999: Porywy serca (Por Tu Amor) jako Marco Durán
- 1998–1999: Cristina (El Privilegio de amar) jako on sam
- 1998: Vivo por Elena jako Juan Alberto
- 1997: Złota klatka (La Jaula de oro) jako Alex Moncada
- 1995: Bajo un mismo rostro jako Teodorakis
- 1995: El Día que me quieras jako Miguel
- 1995: Acapulco, cuerpo y alma jako David
- 1994: Prisionera de amor jako José Armando
- 1994–96: Agujetas de Color de Rosa jako Adwokat Martina
- 1993: Tenías que ser tú
- 1990: Amor de nadie jako Luis

### filmy kinowe
- 2007: Ladrón que roba a ladrón jako Moctesuma 'Mocte' Valdez